# Philippe Petit

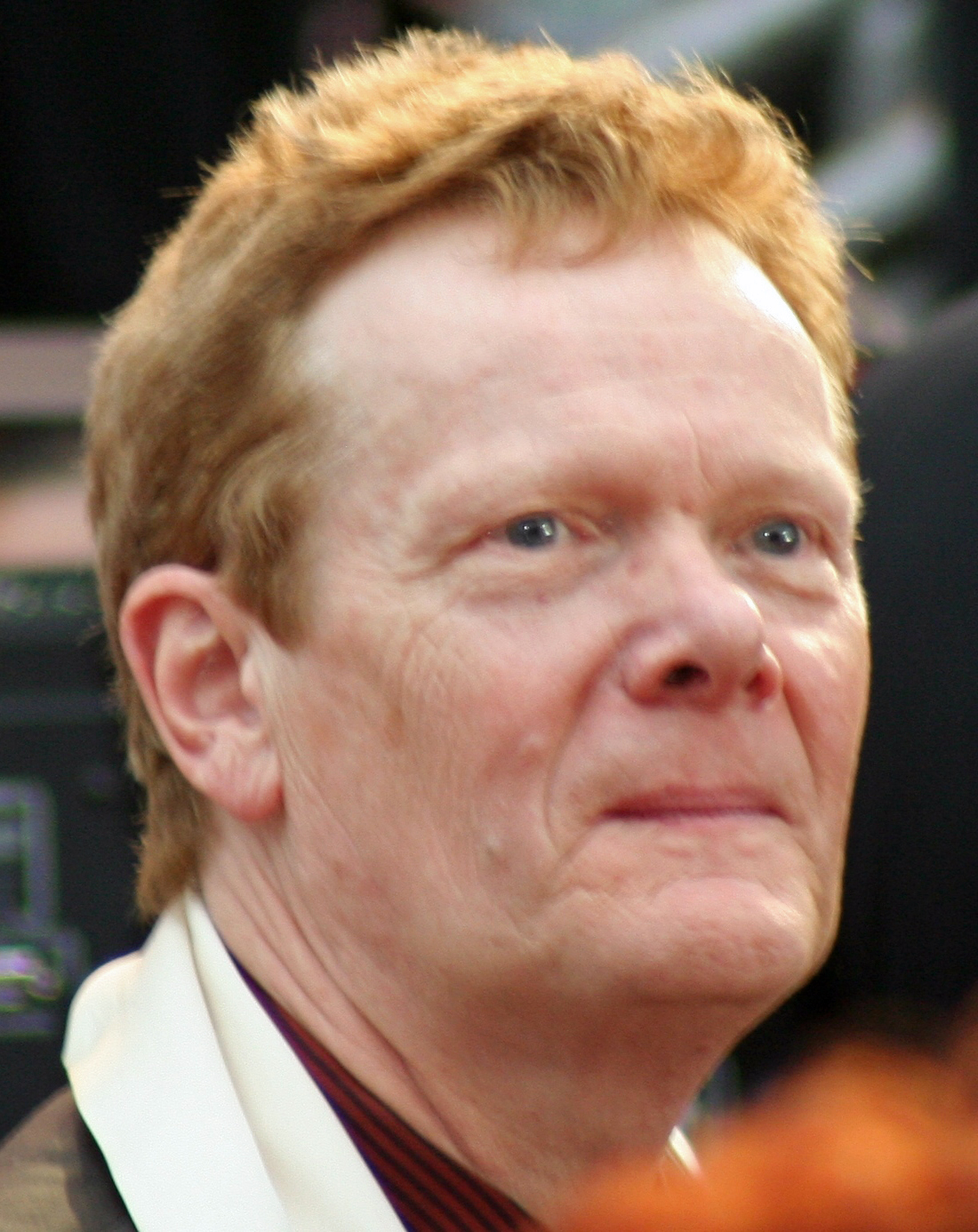
Philippe Petit bei der 81. Oscarverleihung, 2009

Philippe Petit (* 13. August 1949 in Nemours, Frankreich) ist ein französischer Hochseilartist, Taschenspieler, Pantomime und Straßenjongleur. Petit erregte 1974 weltweit Aufmerksamkeit durch seinen illegalen Drahtseilakt auf einem Hochseil zwischen den Türmen des World Trade Centers in New York.

## Leben
Petits Vater Edmond Petit war Autor und ein ehemaliger Heeresflieger. Philippe interessierte sich bereits in jungen Jahren für Magie. Sein stark rebellisches Wesen führte dazu, dass er fünf verschiedene Schulen verlassen musste und im Alter von 15 Jahren von zuhause fortlief. In den späten 1960er Jahren erlernte er ganz alleine die Drahtseilakrobatik. „Innerhalb eines Jahres“, erzählte er später einem Reporter, „brachte ich mir selbst alle Dinge bei, die man auf einem Drahtseil machen konnte. Ich lernte den Rückwärtssalto, den Vorwärtssalto, das Einrad, das Zweirad, den Stuhl auf dem Draht, den Sprung durch Reifen. Aber ich dachte: was ist daran so schwierig? Es sah fast hässlich aus. Daher gab ich diese Tricks auf und begann meine Kunst neu zu erfinden.“ Zirkusse und ihre genormten Vorstellungen missachtend, begann er als Straßenkünstler in Paris. In den frühen 1970er Jahren jonglierte und arbeitete er zeitweise auf einem Schlappseil im Washington Square Park, New York.
Vor seinem Drahtseillauf zwischen den Türmen des World Trade Centers war er bereits zwischen den Kirchtürmen von Notre Dame (1971) und den Brückentürmen der Sydney Harbour Bridge (1973) balanciert. Auch diese Aktionen waren nicht angekündigt und illegal. Für die Überquerung eines rund 800 Meter langen Seils, das vom Palais de Chaillot über die Seine zur zweiten Etage des Eiffelturms gespannt war, kämpfte er 15 Jahre für die Bewilligung. Der etwa einstündige Lauf fand 1989 statt und wurde von etwa 250.000 Zuschauern verfolgt.
Seit den 1980er Jahren lebt Petit in den USA auf einem Hof nahe Woodstock unweit von New York. Er arbeitet noch immer als Performance-Künstler und ist Artist in Residence in der New Yorker Gemeinde St. John the Divine.

## World Trade Center
Am 7. August 1974 balancierte er insgesamt acht Mal in einer Höhe von 417 Metern über dem Boden auf einem 1 Zoll starken Drahtseil von einem Dach des World Trade Centers zum anderen.
Die Aktion nahm sechs Jahre Vorbereitungszeit in Anspruch. Die Idee kam Petit, als er im Wartezimmer seines Zahnarztes einen Artikel über die New Yorker Zwillingstürme las, die sich zu diesem Zeitpunkt noch in der ersten Bauphase befanden. Sechs Jahre lang sammelte er jede Information, die er über die Türme erhalten konnte. Des Weiteren trainierte er an den Kirchtürmen von Notre Dame und der Sydney Harbour Bridge. Er gab vor, Journalist zu sein, und interviewte den Bauleiter Guy F. Tozzoli. Am Abend des 6. August 1974 verschafften er und seine Helfergruppe sich mit einem gefälschten Hausausweis Zugang zu den noch nicht fertiggestellten Gebäuden. Ihre Ausrüstung enthielt unter anderem eine Balancierstange, Schnüre, Werkzeug, ein 75 Meter langes Stahlseil sowie Pfeil und Bogen.
Um das schwere Stahlseil zwischen den Gebäuden spannen zu können, schoss ein Freund zunächst eine Angelschnur mit einem Pfeil auf den gegenüberliegenden, 60 Meter entfernten Turm. Nach und nach wurden immer stärkere Schnüre und zuletzt das Stahlseil auf das andere Gebäudedach gezogen. Das Stahlseil sicherte die vierköpfige Gruppe anschließend noch mit zwei Hilfsseilen. Kurz nach 7 Uhr am Morgen des 7. August begann Petit seinen 45-minütigen Drahtseilakt. Tausende von Menschen im Finanzbezirk, viele davon auf dem Weg zu ihrem Büro, blieben stehen und verfolgten das außergewöhnliche Schauspiel, das sich fast einen halben Kilometer über ihren Köpfen abspielte.
Nach der Aktion wurde Philippe Petit festgenommen und vor Gericht gestellt. Aufgrund der ausführlichen Berichterstattung und der weltweiten Anerkennung seiner Leistung wurden sämtliche Anklagepunkte fallen gelassen. Die Port Authority of New York and New Jersey als Eigentümerin des World Trade Centers befragte Petit eingehend, wie es ihm gelungen sei, die Sicherheitsvorkehrungen zu umgehen. Als Dankeschön bekam er später eine Dauerkarte für die Aussichtsplattform des World Trade Centers überreicht.
Noch bevor die Zwillingstürme bei den Terroranschlägen vom 11. September 2001 zerstört wurden, schrieb er die Erinnerungen über seine Aktion nieder: To Reach the Clouds: My High Wire Walk Between the Twin Towers wurde aber erst 2002 veröffentlicht. Eine Verfilmung des Buches unter dem Titel The Walk entstand 2015 unter der Regie von Robert Zemeckis mit Joseph Gordon-Levitt in der Hauptrolle, welchem er hierfür persönlich das Balancieren auf einem Seil beibrachte.

## Nach dem World Trade Center
Am 12. Juni 1994 trat Petit in Deutschland auf und sorgte für einen Höhepunkt bei der 1200-Jahr-Feier der Stadt Frankfurt am Main. Auf Initiative des Varietés Tigerpalast spannte Petit ein 300 Meter langes Seil zwischen Paulskirche und Dom und vollführte darauf einen dreißigminütigen Hochseillauf. In 60 bis 70 Metern Höhe stellte er wichtige Ereignisse aus der Frankfurter Geschichte dar. Die Vorführung wurde vom Radio-Sinfonie-Orchester Frankfurt des Hessischen Rundfunks begleitet sowie live in der ARD übertragen.

## Literarische Rezeption
Der irische Schriftsteller Colum McCann hat die Aktion Petits am 7. August 1974 in seinem New-York-Roman Die große Welt rezipiert, indem er sie in eine fiktive Handlung einbaut und als Kompositionsstruktur verwendet. Die Vorbereitungen werden in kleinen Kapiteln zusammengefasst. Den Balanceakt selbst beobachten und kommentieren verschiedene Protagonisten live bzw. sie erfahren von ihm aus den Medien und deuten ihn aus der Bodenperspektive des sozialen Elends als Zeichen der Hoffnung. In der Anklageerhebung durch Richter Soderberg kontrastiert der Autor das spektakuläre Publicityereignis (Freispruch des Seiltänzers) mit dem Routinefall der Prostituierten Tillie Henderson (acht Monate Haft wegen Diebstahls einer Brieftasche), passend zum Motto am Ende des Romans: „Die große Welt dreht sich. Wir stolpern dahin.“
Der Regisseur Werner Herzog berichtet in seiner Autobiografie Jeder für sich und Gott gegen alle (2022) über seine Freundschaft mit Philippe Petit und gemeinsame Aktionen.
Der Berliner Rapper Soho Bani widmete dem Drahtseilkünstler auf seinem Album „Ein Schritt und ich fall“ einen Song.

## Filmografie
- 1994: Historischer Hochseillauf von der Paulskirche zum Kaiserdom mit Philippe Petit. Produktion: Hessischer Rundfunk/Tigerpalast, Regie: Götz Balonier,

Jünger, Offenbach 1994, ISBN 3-89467-254-4
- 2005: The Man Who Walked Between The Towers. Animationsfilm, USA 2005, 10 Min., Regie: Michael Sporn, Produktion: Michael Sporn Animation, Weston Woods Studio[16]
- 2008: Man on Wire. Dokumentarfilm, Großbritannien/USA 2008, 88 Min., Regie: James Marsh, Musik: Michael Nyman[17]
Der Film erhielt 2009 den Oscar in der Kategorie „Bester Dokumentarfilm“. Der Regisseur James Marsh gewann 2008 zwei Preise beim Sundance Film Festival, den Audience Award und den Grand Jury Prize in der Kategorie „World Cinema - Documentary“. In der Kategorie „Bester Dokumentarfilm“ gewann der Film auch bei den Wahlen der Kritikervereinigungen aus Boston, New York, Los Angeles und Washington und des National Board of Review.
- 2009: „Man On Wire“ – der unglaubliche Drahtseilakt des Philippe Petit. Dokumentation, Deutschland 2009, 64,5 Min., Buch und Regie: Peter Gerhardt, Produktion: Hessischer Rundfunk, Erstsendung: 4. Januar 2009
- 2015: The Walk Filmbiografie, Produktion: Robert Zemeckis, USA 2015

## Belege
1. ↑  Calvin Tomkins: „The Man Who Walks on Air“, New Yorker Magazine 1999, exzerpiert in Life Stories von David Remnick, Modern Library 2001
2. 1 2 3 4 5 6 7 8 9 10  Marcus Jauer: Wird schon gut gehen, oder? Warum Vertrauen gerade in einer Zeit so wichtig ist, in der alles auf Wissen und Kontrolle beruht. In: Die Zeit, Nr. 23 vom 28. Mai 2020, S. 13–15, hier S. 15.
3. ↑  Christian Röthlisberger: man on wire: philippe petit. In: henusode blog, 30. Oktober 2008, abgerufen am 5. Juni 2013.
4. ↑  Thomas Wolff: Anarchist auf dem Drahtseil. (Memento vom 17. Juni 2009 im Internet Archive) In: Frankfurter Rundschau, 22. Januar 2009.
5. ↑  Joseph Gordon-Levitt: Für 'The Walk' wurde er Seiltänzer. VIP.de, 29. September 2015, ehemals im Original (nicht mehr online verfügbar); abgerufen am 28. Oktober 2015. (Seite nicht mehr abrufbar. Suche in Webarchiven)  Info: Der Link wurde automatisch als defekt markiert. Bitte prüfe den Link gemäß Anleitung und entferne dann diesen Hinweis.
6. ↑  Joseph Gordon-Levitt wird zum Seiltänzer. fan-lexikon.de, 27. Oktober 2015, abgerufen am 28. Oktober 2015.
7. ↑  «The Walk»: Drahtseilakt zwischen den «Twin Towers». Westdeutsche Zeitung GmbH & Co. KG, wz-newsline.de, 15. Oktober 2015, abgerufen am 28. Oktober 2015.
8. ↑  McCann, Colum: Die große Welt. Rowohlt, Reinbek 2009. Übersetzung von McCann, Colum: Let the Great World Spin. New York 2009.
9. ↑  s. McCann, 2009. Lasst die große Welt sich drehen. S. 205ff.
10. ↑   s. McCann, 2009. Die schwingende Spur des Wandels. S. 371ff.
11. ↑  s. McCann, 2009. Miró, Miró an der Wand. S. 119ff.
12. ↑  s. McCann, 2009. Ein Rädchen im Getriebe. S. 383ff.
13. ↑   s. McCann, 2009. S. 536.
14. ↑  Werner Herzog: Jeder für sich und Gott gegen alle. Erinnerungen / Hanser, München 2022. S. 185f
15. ↑  Spotify. Abgerufen am 20. Oktober 2024.
16. 1 2  Offizielle Internetseiten des Films The Man Who Walked Between The Towers
17. ↑  Offizielle Internetseite des Films Man on Wire

| Personendaten    | Personendaten |
| ---------------- | --- |
| NAME             | Petit, Philippe |
| KURZBESCHREIBUNG | französischer Hochseilartist, der einen (illegalen) Drahtseilakt zwischen den Türmen des World Trade Centers in New York City 1974 machte |
| GEBURTSDATUM     | 13. August 1949 |
| GEBURTSORT       | Nemours, Frankreich |